# Bebinca

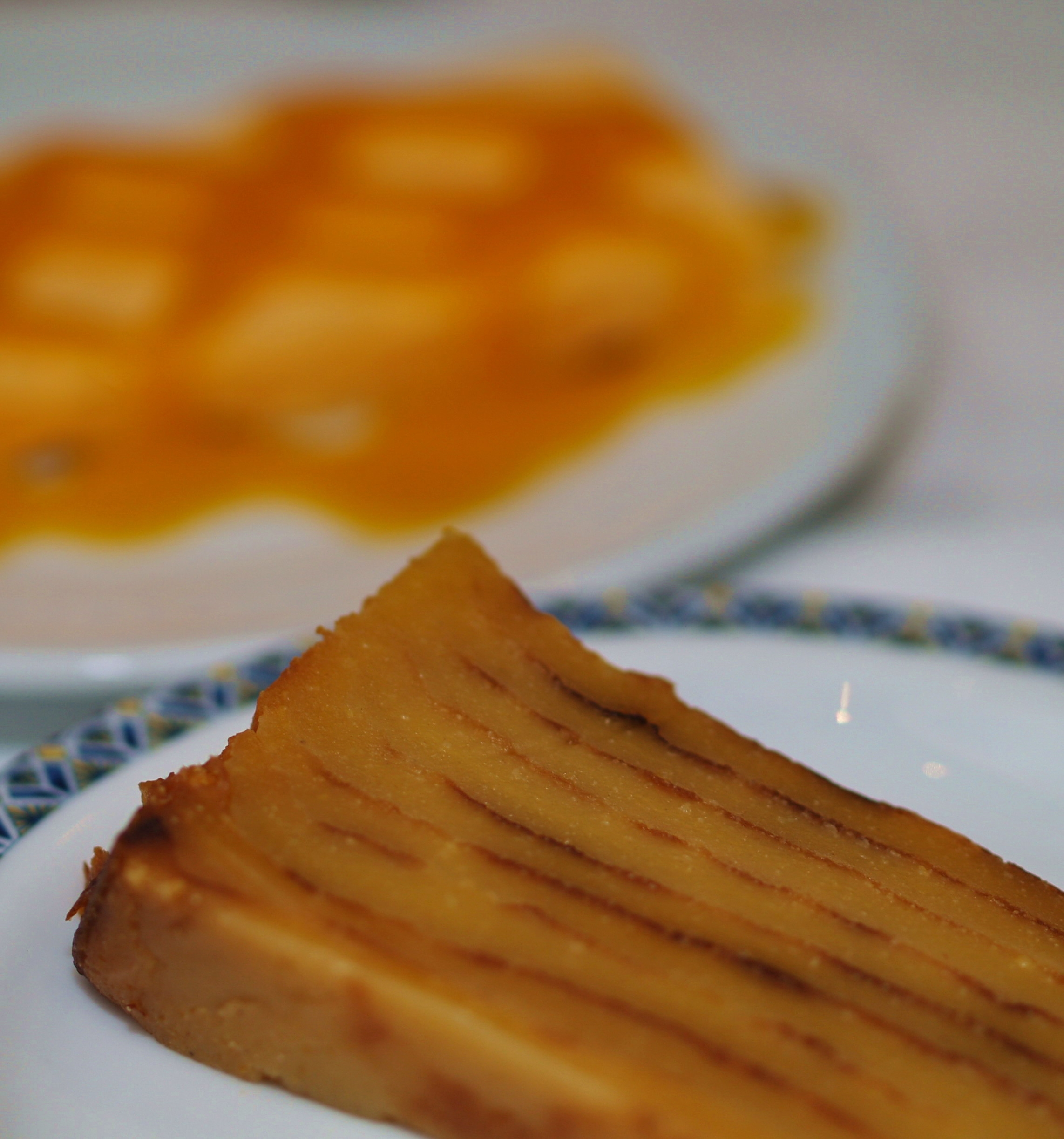
Bebinca goana Lisboa, Portugal

La bebinca, també coneguda com a bibik o bebinka, és un tipus de púding i unes postres tradicionals goanes. Els ingredients són farina, sucre, ghee (mantega clarificada) i llet i sucre de coco.